# マイク・ディトカ
マイケル・ケラー・ディトカ (Michael Keller Ditka、1939年10月18日 - ）は、アメリカ合衆国ペンシルベニア州カーネギー出身のアメリカンフットボールの元選手・元コーチ・解説者である。

## 概要
ディトカはシカゴ・ベアーズでの3年目のシーズンにNFLチャンピオンを経験した。選手6年目のシーズンに始まったスーパーボウルは、ダラス・カウボーイズに所属していた12年目の現役最終年に選手として第6回スーパーボウルに出場し、初制覇した。その後、カウボーイズのアシスタントコーチを務めていた1977年シーズンの第12回スーパーボウルを制覇し、シカゴ・ベアーズのヘッドコーチを務めていた1985年シーズンの第20回スーパーボウルも制覇した。この3つの立場全てでスーパーボウル制覇を経験しているのはトム・フローレスとディトカだけである。
選手としても、コーチとしても偉大な実績を残したディトカは1988年、NFL殿堂入りした。
1997年から1999年まではニューオーリンズ・セインツのヘッドコーチを務めた。
1999年のドラフトではトレードアップを行い、その年のドラフト指名権全てと2000年のドラフト1巡、3巡指名権をトレードし、全体5位でリッキー・ウィリアムスの指名を行ったが、ウィリアムスはセインツではわずか3年しかプレーせず、マイアミ・ドルフィンズでの実績の方が大半となった。
オールドスタイルのヘッドコーチである。